# Comicus arenarius
Comicus arenarius is een rechtvleugelig insect uit de familie Schizodactylidae. De wetenschappelijke naam van deze soort is voor het eerst geldig gepubliceerd in 1931 door Ramme.